# Бакинская губерния
Баки́нская губе́рния — административно-территориальная единица (губерния) Российской империи (затем — Российской республики и Азербайджанской Демократической Республики), существовавшая с 1859 по 1920 год.
Губернский город — Баку.

## Физико-географическая характеристика

### Географическое положение
Одна из губерний Российской империи, граничила на севере с Дагестанской областью, на западе — с Елизаветпольской губернией, на юге — с Персией.
Губерния занимала восточную часть территории современного Азербайджана.

## Население
Согласно ЭСБЕ в 1891 году население губернии составляло 735 760 чел.
Согласно первой всеобщей переписи населения Российской империи 1897 года в губернии в целом проживало 826 716 чел. (мужчин — 458 065 чел., 55,4 %; женщин — 368 651 чел., 44,6 %; из них грамотных — 65 311 чел., 7,9 %). Грамотных среди русских было 37,6 %, армян — 24,4 %, азербайджанцев — 2,5 %, тат — 1,9 %, талышей — 1,2 %. Городское население составляло 169 995 чел. (20,5 %) от общего числа жителей (грамотных — 26,4 %).
В 1913 году население губернии составляло 1 033 700 чел.

### Национальный состав
| Год  | Уезд             | Татары (азербайджанцы) | Таты             | Великорусы (русские), малорусы (украинцы), белорусы | Армяне           | Лезгинские народы | Талыши           | Евреи          | Персы          | Немцы          | Аваро-андийские народы | Грузины        | Поляки         | Турки          | Мордовы      | Шведы        | Греки        | Литовцы      | Остальные      |
| ---- | ---------------- | ---------------------- | ---------------- | --------------------------------------------------- | ---------------- | ----------------- | ---------------- | -------------- | -------------- | -------------- | ---------------------- | -------------- | -------------- | -------------- | ------------ | ------------ | ------------ | ------------ | -------------- |
| 1897 | Губерния в целом | 485 146 (58,68 %)      | 89 519 (10,83 %) | 77 681 (9,4 %)                                      | 52 233 (6,32 %)  | 60 003 (7,26 %)   | 34 994 (4,23 %)  | 8 172 (0,99 %) | 5 973 (0,72 %) | 3 430 (0,41 %) | 2 898 (0,35 %)         | 1 616 (0,2 %)  | 1 439 (0,17 %) | 1 155 (0,14 %) | 531 (0,06 %) | 347 (0,04 %) | 278 (0,03 %) | 272 (0,03 %) | 1 029 (0,12 %) |
| 1897 | Бакинский        | 63 415 (34,67 %)       | 34 503 (18,86 %) | 45 510 (24,88 %)                                    | 22 583 (12,35 %) | 1 363 (0,75 %)    | 3 (<0,01 %)      | 2 034 (1,11 %) | 4 774 (2,61 %) | 3 204 (1,75 %) | 737 (0,4 %)            | 1 127 (0,62 %) | 982 (0,54 %)   | 837 (0,46 %)   | 353 (0,19 %) | 345 (0,19 %) | 249 (0,14 %) | 115 (0,06 %) | 763 (0,42 %)   |
| 1897 | Геокчайский      | 92 962 (78,98 %)       | 3 995 (3,39 %)   | 2 475 (2,10 %)                                      | 12 994 (11,04 %) | 2 051 (1,75 %)    | ---              | 847 (0,72 %)   | 265 (0,23 %)   | 14 (0,01 %)    | 1 772 (1,51 %)         | 235 (0,2 %)    | 27 (0,02 %)    | 11 (0,01 %)    | 1 (<0,01 %)  | ---          | 12 (0,01 %)  | ---          | 44 (0,04 %)    |
| 1897 | Джеватский       | 84 054 (93,35 %)       | ---              | 4 635 (5,15 %)                                      | 699 (0,78 %)     | 79 (0,09 %)       | ---              | 8 (0,01 %)     | 147 (0,16 %)   | 29 (0,03 %)    | 152 (0,17 %)           | 122 (0,14 %)   | 60 (0,07 %)    | ---            | 5 (0,01 %)   | ---          | 7 (0,01 %)   | 4 (<0,01 %)  | 42 (0,05 %)    |
| 1897 | Кубинский        | 70 150 (38,28 %)       | 46 430 (25,34 %) | 3 971 (2,17 %)                                      | 1 191 (0,65 %)   | 56 370 (30,76 %)  | ---              | 3 972 (2,17 %) | 549 (0,3 %)    | 38 (0,02 %)    | 97 (0,05 %)            | 66 (0,04 %)    | 64 (0,03 %)    | 216 (0,12 %)   | 1 (<0,01 %)  | ---          | ---          | 5 (<0,01 %)  | 122 (0,07 %)   |
| 1897 | Ленкоранский     | 84 725 (64,68 %)       | 74 (0,06 %)      | 9 728 (7,43 %)                                      | 483 (0,37 %)     | 5 (<0,01 %)       | 34 991 (26,71 %) | 207 (0,16 %)   | 89 (0,07 %)    | 132 (0,01 %)   | 14 (0,01 %)            | 17 (0,01 %)    | 205 (0,16 %)   | 82 (0,06 %)    | 169 (0,13 %) | 2 (<0,01 %)  | 9 (0,01 %)   | 5 (<0,01 %)  | 50 (0,04 %)    |
| 1897 | Шемахинский      | 89 840 (73,73 %)       | 4 517 (3,71 %)   | 11 362 (9,33 %)                                     | 14 283 (11,72 %) | 135 (0,11 %)      | ---              | 1 104 (0,91 %) | 149 (0,12 %)   | 13 (0,01 %)    | 126 (0,1 %)            | 49 (0,04 %)    | 101 (0,08 %)   | 9 (0,01 %)     | 2 (<0,01 %)  | ---          | 1 (<0,01 %)  | 143 (0,12 %) | 8 (0,01 %)     |

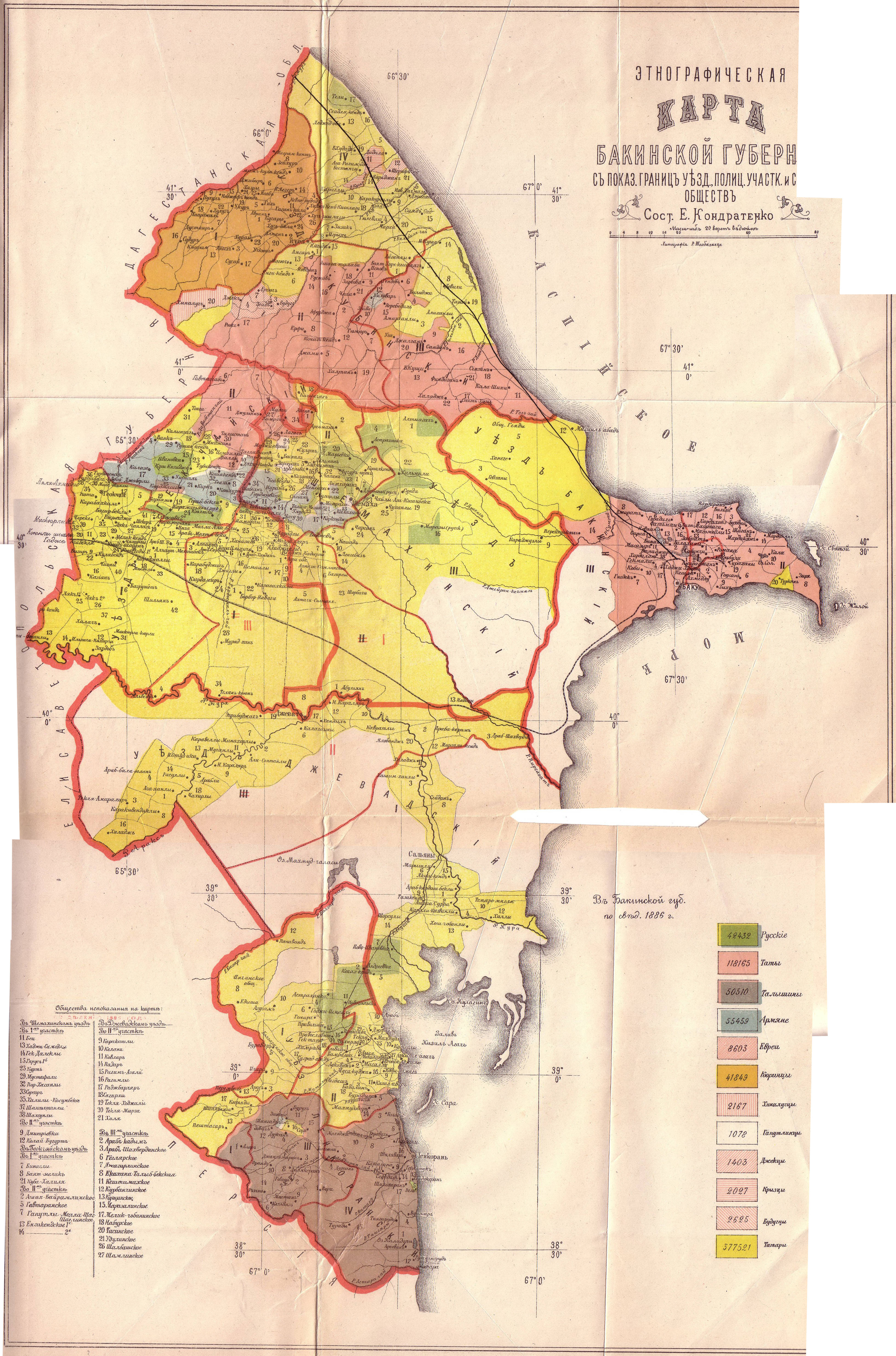
Этнографическая карта Бакинской губернии по состоянию на 1902 год.

### Религиозный состав

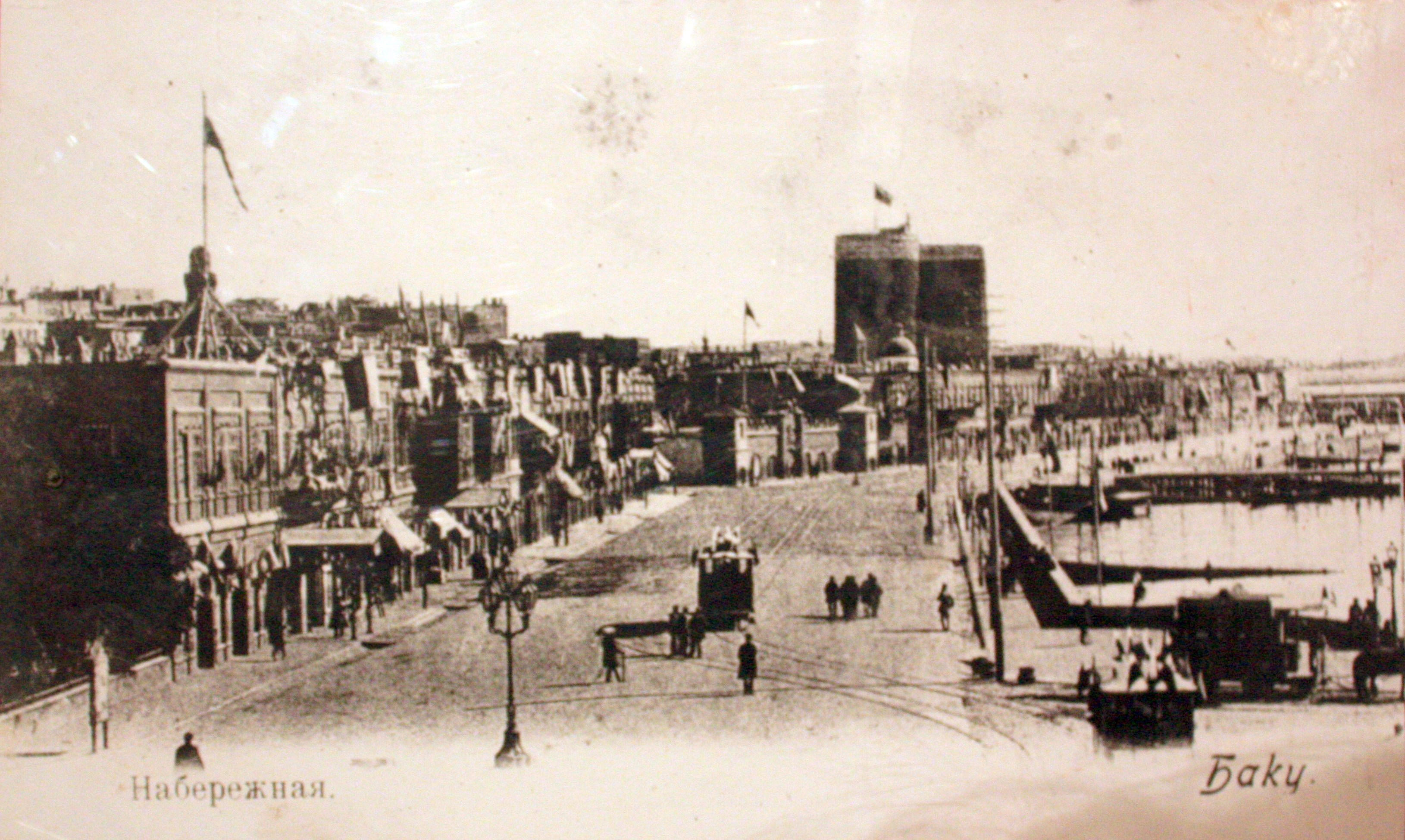
Набережная в Баку, 1897 год.

Данные согласно первой всеобщей переписи населения Российской империи 1897 г.
- Мусульмане[Комм. 3] — 676 243 (81,8 %),
- Православные — 56 090 (6,78 %)
- Армяне (ААЦ)[Комм. 4] — 52 653 (6,37 %),
- Старообрядцы и нерелигиозные — 21 912 (2,65 %)
- Иудеи — 12 761 (1,54 %),
- Протестанты — 4 635 (0,56 %),
- Римско-католики — 2 218 (0,27 %),
- Остальные (христиане и нехристиане) — 294 (0,04 %),

## Административное деление

Административное деление Бакинской губернии.

На конец XIX в. в состав губернии входило 6 уездов(административное деление сохранилось до распада Российской империи):
| № п/п | Уезд         | Уездный город |         |         | Герб уездного города | Площадь, вёрст² | Население, чел. | Население, чел. |
| ----- | ------------ | ------------- | ------- | ------- | -------------------- | --------------- | --------------- | --------------- |
| 1     | Бакинский    | Баку          | 1897    | 1913    |                      | 3 647,2         | 1897            | 1913            |
| 1     | Бакинский    | Баку          | 111 904 | 127 646 | 182 897              | 3 647,2         | 298 500         |                 |
| 2     | Геокчайский  | Геокчай       | 2 201   | 3 958   |                      | 3 755,7         | 117 705         | 147 300         |
| 3     | Джеватский   | Сальяны       | 11 787  | 16 120  |                      | 10 116,9        | 90 043          | 94 100          |
| 4     | Кубинский    | Куба          | 15 363  | 14 644  |                      | 6 284,4         | 183 242         | 207 900         |
| 5     | Шемахинский  | Шемаха        | 20 007  | 22 206  |                      | 5 846,0         | 121 842         | 155 200         |
| 6     | Ленкоранский | Ленкорань     | 8 733   | 8 800   |                      | 4 760,0         | 130 987         | 130 700         |

## Органы власти

### Губернаторы (Российская империя)
| #  | Губернатор                           | Время замещения должности      | Титул, чин, звание                                                                 |
| -- | ------------------------------------ | ------------------------------ | ---------------------------------------------------------------------------------- |
| 1  | Тархан-Моуравов Константин Давыдович | 1859 — 1863                    | генерал-майор, и. д.                                                               |
| 2  | Колюбакин Михаил Петрович            | 1863 — 1872                    | генерал-лейтенант                                                                  |
| 3  | Старосельский Дмитрий Семёнович      | 29 марта 1872 — 1 июня 1876    | генерал-майор                                                                      |
| 4  | Позен Валерий Михайлович             | 1876 — 1881                    | генерал-лейтенант                                                                  |
| 5  | Гюбш фон Гросталь Юстин Казимирович  | 24 марта 1882 — 8 января 1888  | барон, генерал-майор                                                               |
| 6  | Рогге Владимир Петрович              | 21 января 1888 — 1 июня 1899   | действительный статский советник (тайный советник)                                 |
| 7  | Одинцов Дмитрий Александрович        | 18 июня 1899 — 27 февраля 1904 | генерал-майор                                                                      |
| 8  | Накашидзе Михаил Александрович       | 27 февраля 1904 — 11 мая 1905  | князь, действительный статский советник                                            |
| 9  | Павел Лилеев                         | 13 мая 1905 — 10 ноября 1905   |                                                                                    |
| 10 | Алышевский Владимир Владимирович     | 11 ноября 1905 — 1915          | статский советник (1905), камергер (1908), действительный статский советник (1911) |
| 11 | Потулов Лев Владимирович             | 1915 — 8 марта 1917            | действительный статский советник                                                   |
| 12 | Пётр Илюшкин (врио)                  | 8 марта 1917 — ?               |                                                                                    |

### Вице-губернаторы (Российская империя)
| # | Вице-губернатор                | Время замещения должности       | Титул, чин, звание                                          |
| - | ------------------------------ | ------------------------------- | ----------------------------------------------------------- |
| 1 | Гнилосаров Пётр Демьянович     | 1856 — 1871                     | статский советник (действительный статский советник)        |
| 2 | Брюгтен Александр Юльевич      | 20 апреля 1872 — 7 февраля 1878 | барон, статский советник (действительный статский советник) |
| 3 | Бениславский Иосиф Августович  | 11 апреля 1878 — 20 апреля 1893 | действительный статский советник                            |
| 4 | Лилеев Павел Алексеевич        | 20 апреля 1893 — 13 мая 1906    | действительный статский советник                            |
| 5 | Кулибин Александр Владимирович | 13 мая 1906 — 16 мая 1911       | статский советник                                           |
| 6 | Потулов Лев Владимирович       | 16 мая 1911 — 1914              | коллежский советник (статский советник)                     |
| 7 | Макаров Аполлон Аполлонович    | 1914 — 1917                     | статский советник                                           |

### Губернаторы (Азербайджанская Демократическая Республика)
| # | Губернатор            | Время замещения должности        |
| - | --------------------- | -------------------------------- |
| 1 | Мусеиб-бек Ахиджанов  | 1918 — 5 февраля 1919            |
| 2 | Рашид-бек Ахундзаде   | 5 февраля 1919 — 25 августа 1919 |
| 3 | Амир-бек Нариманбеков | 25 августа 1919 — 28 апреля 1920 |

## История

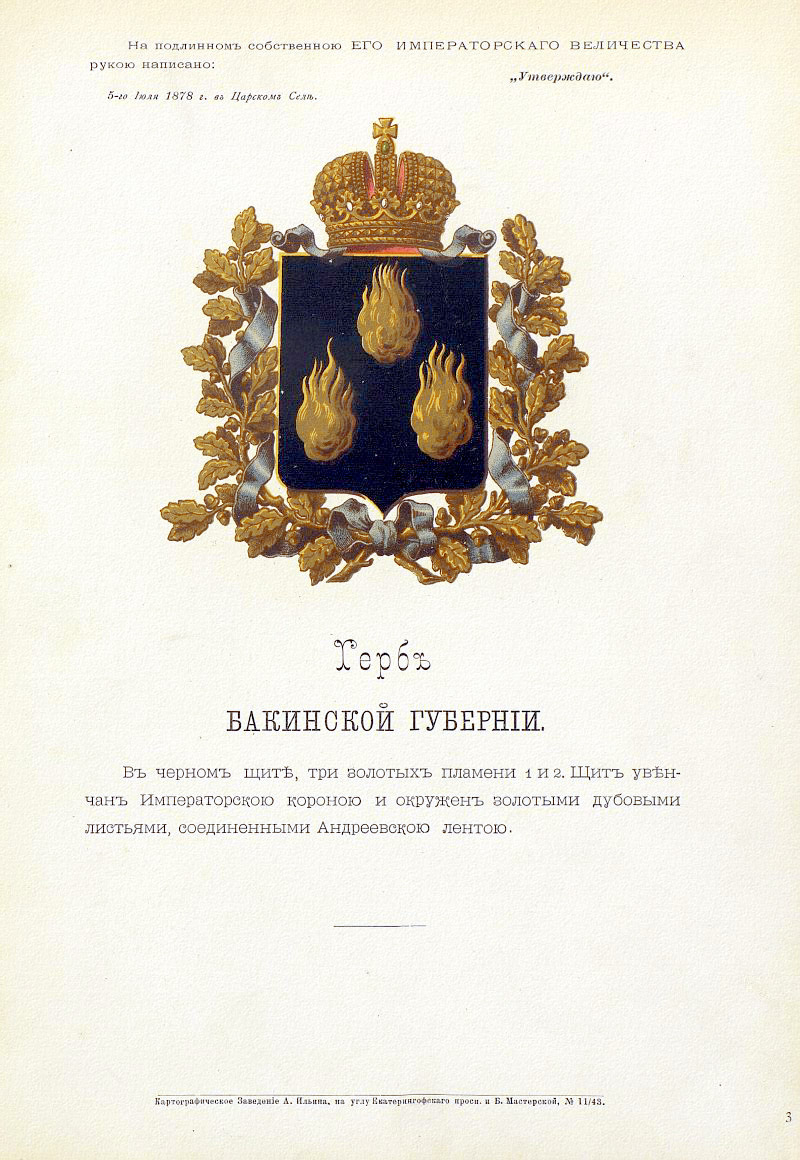
Герб губернии c официальным описанием, утверждённый Александром II, 1878 год.

В 1859 году в связи с разрушительным землетрясением в губернском городе Шемахе высочайшим указом от 6 декабря управление Шемахинской губернией и все находившиеся там губернские учреждения были переведены в Баку и губерния была переименована в Бакинскую. Этим же указом Баку был возведён в степень губернского города. В 1860 году к ней присоединен Кубинский уезд, а затем по образовании Елисаветпольской губернии к последней отошли уезды Нухинский и Шушинский.
В 1905—1906 г.г. ввиду Армяно-татарской резни в Баку действовало временное генерал-губернаторство.
После Февральской революции 1917 года в Бакинской губернии местными органами стали исполнительные комитеты общественных организаций и избираемые ими комиссары После Октябрьской революции в Баку началась политическая борьба между различными партиями, однако после Мартовских событий 1918 года в городе и губернии стали доминировать большевики. 25 апреля 1918 был провозглашена Бакинская коммуна, которую 26 июля сменила Диктатура Центрокаспия.
В результате наступления Кавказской исламской армии летом 1918 и Битвы за Баку, город и вся Бакинская губерния вошли в состав Азербайджанской Демократической Республики. Взятие Баку сопровождалось массовыми убийствами мирного армянского населения со стороны турецких и азербайджанских вооружённых отрядов, в ответ на массовые убийства мирного мусульманского населения в Баку, совершённые войсками Бакинской коммуны и вооружёнными отрядами армянской партии «Дашнакцутюн» в марте 1918 года .
На юге Бакинской губернии, в Ленкоранском уезде, продолжала существовать Муганская диктатура, которую 26 апреля 1919 заменяет Муганская Советская Республика. В августе 1919 Азербайджан окончательно установил контроль над Муганью и Ленкоранью. Ленкоранским генерал-губернатором был назначен Джавад-бек Мелик-Еганов.
Губерния была упразднена в 1920 году после советизации Азербайджана.

## Экономика

### Промышленность

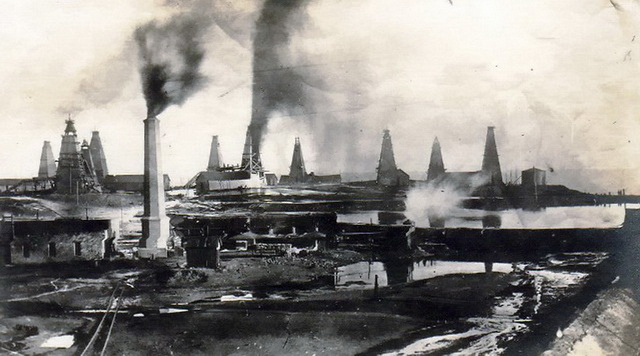
Бакинские нефтепромыслы, Биби-Эйбат, 1915 год.

см. также История экономики Азербайджана
Главнейшими отраслями промышленности были добыча и переработка нефти, винокурение и приготовление муки. Значительная часть населения занята в земледелии и добывающей промышленности (69 %), непромысловой сфере — 11,3 %, в обрабатывающей промышленности и торговле (вкл. извоз) — 9 % и 9,3 % соответственно.
С 1870-х годов район Баку стал крупнейшим в России центром нефтедобычи. Нефтепромыслы принадлежали главным образом Русской генеральной нефтяной корпорации, англо-голландскому тресту «Шелл», товариществу «Нобель» и Финансовой нефтяной корпорации. В конце XIX века в губернии было 209 нефтепромыслов, свыше 930 буровых скважин (в 1906—1908 годах — свыше 1600).
В конце XIX века в губернии было 247 шёлкоткацких и шелкомотальных фабрик и 125 гончарных заводов.
В 1915 году в Баку начато промышленное производство толуола — сырья для производства взрывчатки (тротила), получаемого из сырой нефти.